# Panimerus hermelinus
Panimerus hermelinus és una espècie d'insecte dípter pertanyent a la família dels psicòdids que es troba al Líban.